# Cremastocheilus compressipes
Cremastocheilus compressipes är en skalbaggsart som beskrevs av Thomas Casey 1915. Cremastocheilus compressipes ingår i släktet Cremastocheilus och familjen Cetoniidae. Inga underarter finns listade i Catalogue of Life.